# Benoît Arrivé
Benoît Arrivé (* 8. März 1975) ist ein französischer Politiker und seit 2016 der Oberbürgermeister (frz. Maire) von Cherbourg-en-Cotentin, einer alten und auch heute bedeutenden Hafenstadt am Ärmelkanal.
Besuchte Schulen: Collège de Bricquebec und Lycée Henri-Cornat in Valognes (Abschluss Bac D, Mathématiques et Sciences de la nature). Sein nächster Berufsabschluss ist ein DUT Techniques de commercialisation an der IUT Cherbourg-Manche (Zweig der Universität Caen) im Jahr 1995. Nach 15 Jahren bei einer Bank trat er in ein Energieunternehmen eines Verwandten ein. 
Politisch war er ab seinem 19. Lebensjahr im linken Parteienspektrum aktiv. Seit 2012 ist er Sekretär der Fédération de la Manche der Parti socialiste (PS). Im Juni 1995 wurde er in den Gemeinderat von Cherbourg-Octeville auf einer PS-Liste gewählt. Seit 2001 war er auch Mitglied in der Communauté urbaine de Cherbourg (CUC). 2008 wurde er einer der Vizepräsidenten der Communauté urbaine und im April 2014 wurde er zu deren Präsident gewählt. 
Am 3. Januar 2016 folgte die Wahl zum OB der damals neu zusammengesetzten Gemeinde. 